# Carlos Marín
Carlos Marín Menchero (n. 13 octombrie 1968, Rüsselsheim, Republica Federală Germania, Germania – d. 19 decembrie 2021, Manchester, Anglia, Regatul Unit) a fost un bariton spaniol și membru al grupului de classical crossover Il Divo, care a vândut peste 28 de milioane de discuri în întreaga lume.